# John FitzGerald, I conte di Kildare
John FitzGerald, I conte di Kildare (1250 – Laraghbrine, 10 settembre 1316), è stato un nobile irlandese, come IV signore di Offaly, dal 1287 e, successivamente, come I conte di Kildare dal 1316.

## Biografia
Era il figlio primogenito di Thomas FitzMaurice FitzGerald (morto nel 1271) e di sua moglie Rohesia de St. Michael. successe allo zio Maurice FitzGerald, III signore di Offaly  nel titolo signorile.
Nel 1296 e 1299 fu chiamato a combattere per la Corona nelle campagne scozzesi di Edoardo II. Con John Wogan, Lord Justice, e altri si recò per la terza volta in guerra in Scozia nel 1301-1302.
Nel 1307, con il genero, Sir Edmund Butler, ha disperso i ribelli a Offaly, che aveva raso al suolo il castello di Geashill e bruciato la città di Leix. Nel 1312 fu inviato come generale a capo di un esercito a Munster per sopprimere armate ribelle irlandesi. Il 25 maggio 1315, Edward Bruce, il fratello di Re Roberto I di Scozia, entrò nel nord dell'Irlanda con 6000 uomini, fu incoronato Re d'Irlanda a Dundalk e spaccò il paese.
Egli iniziò una guerra contro Bruce nella quale, alla fine, fu sconfitto e ucciso nella battaglia di Dundalk.
Come ricompensa per i suoi servizi, il re Edoardo II lo creò conte di Kildare, il 14 maggio 1316.
Tuttavia, egli morì quello stesso anno, il 10 settembre 1316, a Laraghbrine, e fu sepolto nel convento francescano di Kildare.

## Matrimonio
Sposò Blanche de La Roche, figlia di John de La Roche, Lord di Fermoy e Maud de Waleys, dalla quale ebbe due figli e due figlie:
- Gerald (? - 1303)
- Thomas FitzGerald, II conte di Kildare
- Joan FitzGerald , sposò nel 1302 Edmund Butler, conte di Carrick
- Elizabeth FitzGerald, sposò Nicholas Netterville, antenato dei visconti Netterville.